# Pierre Maistriaux
Pierre Maistriaux (Charleroi, 23 december 1938 - Jambes, 13 november 2005) was een Belgisch volksvertegenwoordiger.

## Levensloop
Maistriaux behoorde tot de intimi rond de voorzitter van de PVV-PLP Pierre Descamps, van wie hij lang de privésecretaris was. In de jaren 1970 was hij ook bij herhaling kabinetschef, onder meer bij de minister van Middenstand, Louis Olivier.
In 1971 werd hij verkozen tot gemeenteraadslid van Chièvres. Bij de verkiezingen van 1976 vormde hij een kartel met de PSC en in de nieuwe gefusioneerde gemeente Chièvres bereikten ze samen een volstrekte meerderheid met hun lijst Rénovation et Solidarité communale. Hij werd burgemeester en behield dit mandaat tot in 1988, toen Maistriaux de gemeentepolitiek verliet.
Voor de PRLW en daarna de PRL zetelde hij van 1978 tot 1981 namens het arrondissement Doornik-Aat-Moeskroen in de Kamer van volksvertegenwoordigers. Hij zetelde daardoor van 1980 tot 1981 ook in de Waalse Gewestraad en van 1979 tot 1981 in de Cultuurraad voor de Franse Cultuurgemeenschap en opvolger de Raad van de Franse Gemeenschap. Bij de verkiezingen van 1981 werd hij niet herkozen.
Hij was ook lid van de Hoge Jachtraad.